# Schopfloch (Baden-Wurtemberg)
Schopfloch es un municipio alemán perteneciente al distrito de Freudenstadt en el estado federado de Baden-Wurtemberg. Barrios son Oberiflingen y Unteriflingen. En total, el municipio tiene unos 2.600 habitantes. Está ubicado a una altitud de aproximadamente 700 m s. n. m. entre la región del Gäu y la Selva Negra.